# Simitarra de l'Índia
La simitarra de l'Índia (Pomatorhinus horsfieldii) és un ocell de la família dels timàlids (Timaliidae).

## Hàbitat i distribució
Habita zones de matolls, sotabosc i pastures als turons del sud de l'Índia des del nord de Gujarat, sud-oest de Rajasthan, centre de Madhya Pradesh i Orissa, cap al sud, als Ghats Orientals i Occidentals.